# Diamanten in de zoo
Diamanten in de zoo is het 47ste stripverhaal van Jommeke. De reeks wordt getekend door striptekenaar Jef Nys.

## Personages
- Choco
- Anatool
- Smosbol
- Jommeke
- Flip
- Filiberke
- kleine rollen : Annemieke, Rozemieke, juwelier, politie, verpleegster dierentuin, ...

## Verhaal
Anatool en zijn handlanger Smosbol beroven met een list een juwelier en verwisselen een diamanten halsketting met een glazen exemplaar. De verwisseling wordt al snel opgemerkt, waardoor de boeven voor de politie moeten vluchten en in de zoo belanden. Ze besluiten de diamanten in een leegstaande apenkooi te verstoppen en later terug te keren. Ondertussen zijn Jommeke, Flip en Filiberke op bezoek in de zoo. Choco wil ook mee, maar mag niet in de dierentuin binnen. Hij dringt de zoo toch binnen, maar zet die al snel op stelten. Hij raakt licht gewond en wordt verzorgd door de verpleegster van de zoo. Door de schade die hij aanrichtte, moet Choco een nacht in de zoo blijven. Hij wordt opgesloten in de kooi waar Anatool de diamanten verstopte. Choco vindt ze en doet ze om.
's Nachts proberen Anatool en Smosbol de juwelen terug te halen. Ze ontdekken dat Choco de diamanten draagt en willen ze afnemen. Choco ontsnapt echter, waarop de boeven door de dierentuin de achtervolging inzetten. De politie heeft inmiddels ook ontdekt dat Choco de diamanten bij zich heeft en trekken naar Jommeke in hun zoektocht naar Choco. Choco is inmiddels aan zijn belagers ontsnapt en komt ook bij Jommeke aan. Choco krijgt het namaakexemplaar, dat de boeven moet lokken; Ze kunnen echter aan de politie ontsnappen, maar met het valse exemplaar.

## Achtergronden bij het verhaal
- Dit verhaal speelt zich grotendeels af in de Antwerpse Zoo. In de strip Savooien op de Galapagos bezoekt Jommeke opnieuw de Antwerpse Zoo.
- Dit album hoort tot de klassieke achtervolgingsverhalen. Ditmaal is het Choco die een diamanten halssnoer uit de handen van boeven moet houden. De achtervolging wordt meteen aangegrepen om enkele komische verhaaltjes rond wilde dieren uit te werken.
- Dit is een van de weinige albums waarbij Jommeke nauwelijks een rol van betekenis speelt. Het verhaal concentreert zich volledig rond Choco en Anatool.